# 獅子座DR
獅子座DR，又名BD+31 2026，HD 83787、SAO 61633、HR 3850，是獅子座的一颗恒星，视星等为5.89，位于銀經195.43，銀緯48.68，其B1900.0坐标为赤經9h 35m 40.2s，赤緯+31° 48.68′ 56″。